# Jure Grando
Jure Grando Alilović, también llamado Giure Grando (Kringa, 1579-1656), fue un aldeano de la región de Istria, en la actual zona de Croacia, que fue descrito como uno de los primeros casos reales de vampirismo en los registros históricos. Fue referido como un strigoi, una palabra local para algo que se parece a un vampiro y un brujo.

## Historia
Jure Grando vivía en Kringa, una pequeña ciudad en el interior de la península de Istria, cerca de Tinjan. Murió en 1656 debido a una enfermedad, pero según la leyenda, regresó de la tumba por las noches convertido en un vampiro (strigoi) y aterrorizó a su pueblo hasta su decapitación post mortem en 1672. Ana y Nikola Alilović, hija e hijo de Jure, huyeron de Istria a la ciudad italiana de Volterra aterrorizados por dichos acontecimientos a una edad muy temprana.

## Leyenda
La leyenda cuenta que, durante 16 años, todos ellos sucedidos después a la fecha oficial de su muerte, Jure se levantaba de su tumba por las noches y atemorizaba al pueblo. El sacerdote de la aldea, Giorgio, quien había enterrado a Jure, descubrió que por la noche alguien llamaba a las puertas que rodeaban la aldea, y allí donde esto pasaba, algún miembro de esa casa moría en los siguientes días.
Jure también se le apareció a su aterrorizada viuda en su habitación, quien describió al cadáver como si estuviera sonriendo y jadeando sin aliento, y luego la atacaba sexualmente. Cuando el padre Giorgio finalmente se encontró cara a cara con el vampiro, extendió una cruz frente a él y gritó: «¡He aquí a Jesucristo, vampiro! ¡Deja de atormentarnos!».
Un grupo de aldeanos, liderados por el prefecto Miho Radetić, persiguió e intentó matar al vampiro perforando su corazón con un palo de espino, pero falló porque el palo simplemente rebotó en su pecho. Una noche después, nueve personas fueron al cementerio, llevando una cruz, lámparas y un palo de espino. Desenterraron el ataúd de Jure y encontraron un cadáver perfectamente conservado con una sonrisa en su rostro. El padre Giorgio dijo: «Mira, strigoi, a Jesucristo, quien nos salvó del infierno y murió por nosotros. Y tú, strigoi, ¡no puedes tener paz!». Luego intentaron volver a perforar su corazón, pero el palo no pudo penetrar en su carne.
Después de algunas oraciones de exorcismo, Stipan Milašić (uno de los aldeanos), tomó una sierra y comenzó a cortarle la cabeza al cadáver. Tan pronto como la sierra rasgaba la piel, el vampiro empezó a gritar y a manar la sangre de aquel corte. Según el folclore popular de Croacia, la paz finalmente regresó a la región después de la decapitación de Jure.

## Repercusión
El científico carniolano Janez Vajkard Valvasor escribió acerca de la vida y la vida futura de Jure Grando Alilović en su extenso trabajo La gloria del ducado de Carniola cuando visitó Kringa durante sus viajes. Este fue el primer documento escrito sobre vampiros. Grando también fue mencionado en los escritos de Erasmus Francisci y Joseph Görres, quien elaboró más la historia y la llenó de detalles fantásticos para hacerla más interesante y sensacional.
Hoy, Kringa ha abrazado la historia de Jure Grando y ha abierto un bar temático de vampiros destinado a atraer turistas a la ciudad. El folklore relacionado con el strigoi fue documentado y examinado en diversas publicaciones, especialmente dirigidas por científicos en la Universidad de Zagreb.